# 小学館文庫
小学館文庫（しょうがくかんぶんこ）は1997年12月に小学館が75周年を記念して刊行した文庫本である。
当初、文芸・学芸作品（赤色）、自然・アウトドア（緑色）、実用・ライフスタイル（黄色）という3つのジャンルで構成されていた。
同文庫のコミック版もあり、小学館の漫画雑誌で連載され評判を博した作品が収録されている。
なお、1939年頃から中村篤九作、横井福次郎画の『完チャン』など児童漫画の「小學館文庫」というレーベルが一時使用されていたほか、1970年代半ばからも文庫判サイズの漫画文庫のはしりとして「小学館文庫」というレーベルが使用され、1990年代までに石ノ森章太郎の『サイボーグ009』や萩尾望都の『11人いる!』などが刊行された。カバー挿画はマンガの絵ではなく、普通の油絵調のタッチであった。
2018年2月からキャラクター文芸を扱う派生レーベル「小学館文庫キャラブン!」を創刊。